# Koirajärvi (sjö i Finland, Mellersta Finland)
Koirajärvi är en sjö i Finland. Den ligger i kommunen Kinnula i landskapet Mellersta Finland, i den centrala delen av landet, 300 km norr om huvudstaden Helsingfors. Koirajärvi ligger 180,6 meter över havet. Den är 8,4 meter djup. Arean är 1,49 kvadratkilometer och strandlinjen är 8,95 kilometer lång. Sjön  ingår i Kymmene älvs huvudavrinningsområde.   I omgivningarna runt Koirajärvi växer i huvudsak blandskog. I sjön finns några öar. Den största är Eskonsaari 0,9 ha.
I övrigt finns följande vid Koirajärvi:
- Kangasjärvi (en sjö)